# I liga argentyńska w piłce nożnej (1922)
W roku 1922 Argentyna miała dwóch mistrzów w rozgrywkach organizowanych przez dwie konkurencyjne federacje piłkarskie.
Mistrzem Argentyny w ramach rozgrywek organizowanych przez federację piłkarską Asociación Argentina de Football został klub CA Huracán, natomiast tytuł wicemistrza Argentyny zdobył klub CS Palermo.
Mistrzem Argentyny w ramach rozgrywek organizowanych przez federację piłkarską Asociación Amateurs de Football został klub Independiente, natomiast tytuł wicemistrza Argentyny zdobył klub River Plate.

## Primera División – Asociación Argentina de Football
Mistrzem Argentyny w roku 1922 w ramach rozgrywek organizowanych przez federację piłkarską Asociación Argentina de Football został klub CA Huracán, natomiast tytuł wicemistrza Argentyny zdobył klub CS Palermo. Z ligi nikt nie spadł, a awansowało do niej 5 klubów – CA All Boys, CA Temperley, Argentino de CA Argentino de Quilmes, Argentino de Banfield, Villa Urquiza. Ponadto dołączył grający dotychczas w ramach federacji Asociación Amateurs de Football klub Palermo Buenos Aires. Liga powiększyła się z 17 do 23 klubów.
W trakcie sezonu klub Platense II zmienił nazwę na Retiro.

### Kolejka 1
| Data             | Mecz                                                                                                 |
| ---------------- | --- |
| 23 kwietnia 1922 | CA Huracán – Argentinos Juniors 5:0                                                                  |
| 23 kwietnia 1922 | San Fernando Buenos Aires – Sportivo del Norte Buenos Aires 1:1                                      |
| 23 kwietnia 1922 | Boca Juniors – Sportivo Dock Sud 2:1 Adolfo Bertolini, Pedro Bleo Fournol “Calomino” – De los Santos |
| 23 kwietnia 1922 | Sportivo Barracas Buenos Aires – Del Plata Buenos Aires 1:0                                          |
| 23 kwietnia 1922 | Nueva Chicago Buenos Aires – CA Alvear 2:0                                                           |
| 23 kwietnia 1922 | Estudiantes La Plata – CS Palermo 3:0                                                                |
| 23 kwietnia 1922 | Porteño Buenos Aires – Club Progresista 1:0                                                          |
| 23 kwietnia 1922 | Boca Alumni Buenos Aires – Platense II Buenos Aires 2:0                                              |

### Kolejka 2
| Data             | Mecz                                                           |
| ---------------- | -------------------------------------------------------------- |
| 30 kwietnia 1922 | Argentinos Juniors – Del Plata Buenos Aires 1:0                |
| 30 kwietnia 1922 | Sportivo Barracas Buenos Aires – Boca Juniors 0:1              |
| 30 kwietnia 1922 | CS Palermo – CA Huracán 1:1                                    |
| 30 kwietnia 1922 | Club El Porvenir – Platense II Buenos Aires 1:0                |
| 30 kwietnia 1922 | CA Alvear – Club Progresista 4:0                               |
| 30 kwietnia 1922 | Nueva Chicago Buenos Aires – Estudiantes La Plata 0:0          |
| 30 kwietnia 1922 | Boca Alumni Buenos Aires – Sportivo del Norte Buenos Aires 1:0 |
| 30 kwietnia 1922 | San Fernando Buenos Aires – Porteño Buenos Aires 0:1           |

### Kolejka 3
| Data        | Mecz                                                                                         |
| ----------- | -------------------------------------------------------------------------------------------- |
| 7 maja 1922 | CS Palermo – San Fernando Buenos Aires 2:0                                                   |
| 7 maja 1922 | Boca Juniors – Del Plata Buenos Aires 2:1 Pedro Bleo Fournol “Calomino”, Pablo Bozzo – Deibe |
| 7 maja 1922 | Club El Porvenir – Nueva Chicago Buenos Aires 1:1                                            |
| 7 maja 1922 | CA Alvear – Sportivo Barracas Buenos Aires 4:1                                               |
| 7 maja 1922 | CA Huracán – Sportivo Dock Sud 5:0                                                           |
| 7 maja 1922 | Estudiantes La Plata – Sportivo del Norte Buenos Aires 2:2                                   |
| 7 maja 1922 | Platense II Buenos Aires – Club Progresista 3:2                                              |

### Kolejka 4
| Data         | Mecz                                                                                           |
| ------------ | ---------------------------------------------------------------------------------------------- |
| 14 maja 1922 | Club El Porvenir – San Fernando Buenos Aires 1:1 Lorenzo Bustince – ?                          |
| 14 maja 1922 | CA Alvear – Estudiantes La Plata 1:1                                                           |
| 14 maja 1922 | Del Plata Buenos Aires – CA Huracán 0:2                                                        |
| 14 maja 1922 | Porteño Buenos Aires – Sportivo Dock Sud 3:3                                                   |
| 14 maja 1922 | CS Palermo – Boca Juniors 3:2 Tazín, Clarke (2) – Pedro Bleo Fournol “Calomino” k, Pablo Bozzo |
| 14 maja 1922 | Argentinos Juniors – Boca Alumni Buenos Aires 4:1                                              |
| 14 maja 1922 | Sportivo del Norte Buenos Aires – Club Progresista 1:0                                         |

### Kolejka 5
| Data         | Mecz                                                                                               |
| ------------ | -------------------------------------------------------------------------------------------------- |
| 21 maja 1922 | CA Alvear – CS Palermo 1:2                                                                         |
| 21 maja 1922 | Platense II Buenos Aires – Nueva Chicago Buenos Aires 1:3                                          |
| 21 maja 1922 | Boca Juniors – Club El Porvenir 3:1 Domingo Alberto Tarasconi (2), Alfredo Elli – Carlos Sacarello |
| 21 maja 1922 | CA Huracán – Sportivo del Norte Buenos Aires 1:0                                                   |
| 21 maja 1922 | Estudiantes La Plata – Sportivo Dock Sud 1:1                                                       |
| 21 maja 1922 | Club Progresista – Sportivo Barracas Buenos Aires 0:0                                              |
| 21 maja 1922 | San Fernando Buenos Aires – Argentinos Juniors 2:1                                                 |

### Kolejka 6
| Data         | Mecz                                                                                       |
| ------------ | ------------------------------------------------------------------------------------------ |
| 28 maja 1922 | Sportivo Barracas Buenos Aires – Sportivo Dock Sud 2:0                                     |
| 28 maja 1922 | Del Plata Buenos Aires – San Fernando Buenos Aires 3:0                                     |
| 28 maja 1922 | CS Palermo – Club El Porvenir 0:0                                                          |
| 28 maja 1922 | Platense II Buenos Aires – Estudiantes La Plata 2:2                                        |
| 28 maja 1922 | Nueva Chicago Buenos Aires – Boca Alumni Buenos Aires 3:1                                  |
| 28 maja 1922 | Club Progresista – Boca Juniors 1:3 Cevasco – Pablo Bozzo (2), Domingo Alberto Tarasconi k |
| 28 maja 1922 | Argentinos Juniors – Porteño Buenos Aires 0:1                                              |

### Kolejka 7
| Data           | Mecz |
| -------------- | --- |
| 4 czerwca 1922 | Sportivo Barracas Buenos Aires – Argentinos Juniors 0:0                                                                     |
| 4 czerwca 1922 | CA Huracán – Club Progresista 3:3                                                                                           |
| 4 czerwca 1922 | San Fernando Buenos Aires – Boca Alumni Buenos Aires 1:0                                                                    |
| 4 czerwca 1922 | Porteño Buenos Aires – CS Palermo 0:2                                                                                       |
| 4 czerwca 1922 | Boca Juniors – Nueva Chicago Buenos Aires 2:2 Domingo Alberto Tarasconi, Pedro Bleo Fournol “Calomino” k – Rivero, Villagra |
| 4 czerwca 1922 | Platense II Buenos Aires – CA Alvear 1:3                                                                                    |
| 4 czerwca 1922 | Club El Porvenir – Sportivo Dock Sud 0:1                                                                                    |
| 4 czerwca 1922 | Estudiantes La Plata – Del Plata Buenos Aires 1:3                                                                           |

### Kolejka 8
| Data            | Mecz                                                                                            |
| --------------- | ----------------------------------------------------------------------------------------------- |
| 11 czerwca 1922 | CS Palermo – Nueva Chicago Buenos Aires 3:1                                                     |
| 11 czerwca 1922 | Del Plata Buenos Aires – Boca Alumni Buenos Aires 1:0                                           |
| 11 czerwca 1922 | Sportivo Dock Sud – Platense II Buenos Aires 3:1                                                |
| 11 czerwca 1922 | Sportivo del Norte Buenos Aires – Porteño Buenos Aires 1:1                                      |
| 11 czerwca 1922 | San Fernando Buenos Aires – CA Huracán 0:2                                                      |
| 11 czerwca 1922 | Argentinos Juniors – Club El Porvenir 0:0                                                       |
| 11 czerwca 1922 | CA Alvear – Boca Juniors 3:1 Ángel Segundo Médici s, Gaslini, Ricci – Domingo Alberto Tarasconi |
| 11 czerwca 1922 | Club Progresista – Estudiantes La Plata 0:3                                                     |

### Kolejka 9
| Data            | Mecz |
| --------------- | --- |
| 18 czerwca 1922 | Sportivo del Norte Buenos Aires – Boca Juniors 1:4 Rossi – Domingo Alberto Tarasconi (2), Pedro Bleo Fournol “Calomino” k, Marcelo De Césari |
| 18 czerwca 1922 | Sportivo Dock Sud – Boca Alumni Buenos Aires 0:1                                                                                             |
| 18 czerwca 1922 | CA Alvear – San Fernando Buenos Aires 4:1 |
| 18 czerwca 1922 | CA Huracán – Club El Porvenir 4:0 |
| 18 czerwca 1922 | Del Plata Buenos Aires – Platense II Buenos Aires 0:1                                                                                        |
| 18 czerwca 1922 | Nueva Chicago Buenos Aires – Porteño Buenos Aires 1:0                                                                                        |
| 18 czerwca 1922 | CS Palermo – Argentinos Juniors 0:0 |
| 18 czerwca 1922 | Estudiantes La Plata – Sportivo Barracas Buenos Aires 2:0                                                                                    |

### Kolejka 10
| Data            | Mecz                                                             |
| --------------- | ---------------------------------------------------------------- |
| 25 czerwca 1922 | Del Plata Buenos Aires – Sportivo Dock Sud 3:1                   |
| 25 czerwca 1922 | San Fernando Buenos Aires – Club Progresista 2:2                 |
| 25 czerwca 1922 | Argentinos Juniors – CA Alvear 0:4                               |
| 25 czerwca 1922 | CA Huracán – Estudiantes La Plata 3:0                            |
| 25 czerwca 1922 | Sportivo Barracas Buenos Aires – Boca Alumni Buenos Aires 1:1    |
| 25 czerwca 1922 | CS Palermo – Platense II Buenos Aires 4:1                        |
| 25 czerwca 1922 | Nueva Chicago Buenos Aires – Sportivo del Norte Buenos Aires 2:0 |
| 25 czerwca 1922 | Porteño Buenos Aires – Club El Porvenir 2:0                      |

### Kolejka 11
| Data             | Mecz                                                          |
| ---------------- | ------------------------------------------------------------- |
| 17 września 1922 | Platense II Buenos Aires – Sportivo Barracas Buenos Aires 1:1 |
| 17 września 1922 | Club Progresista – Boca Alumni Buenos Aires 4:3               |
| 17 września 1922 | Nueva Chicago Buenos Aires – Argentinos Juniors 1:1           |
| 17 września 1922 | Porteño Buenos Aires – Del Plata Buenos Aires 1:5             |

### Kolejka 12
| Data             | Mecz                                                                                                  |
| ---------------- | --- |
| 24 września 1922 | Boca Juniors – San Fernando Buenos Aires 3:0 Pedro Bleo Fournol “Calomino” (2), Antonio Ameal Pereyra |
| 24 września 1922 | Nueva Chicago Buenos Aires – Del Plata Buenos Aires 0:2                                               |
| 24 września 1922 | CS Palermo – Sportivo Barracas Buenos Aires 4:1                                                       |
| 24 września 1922 | Argentinos Juniors – Sportivo del Norte Buenos Aires 1:0                                              |
| 24 września 1922 | Club Progresista – Sportivo Dock Sud 2:2                                                              |
| 24 września 1922 | Porteño Buenos Aires – Platense II Buenos Aires 0:1                                                   |
| 24 września 1922 | Boca Alumni Buenos Aires – Club El Porvenir 0:0                                                       |

### Kolejka 13
| Data                | Mecz                                            |
| ------------------- | ----------------------------------------------- |
| 1 października 1922 | Estudiantes La Plata – Porteño Buenos Aires 1:3 |

### Kolejka 14
| Data                | Mecz                                               |
| ------------------- | -------------------------------------------------- |
| 8 października 1922 | Club El Porvenir – Estudiantes La Plata 5:0        |
| 8 października 1922 | Del Plata Buenos Aires – Club Progresista 1:0      |
| 8 października 1922 | Argentinos Juniors – Platense II Buenos Aires 3:1  |
| 8 października 1922 | Boca Alumni Buenos Aires – CA Huracán 0:1          |
| 8 października 1922 | Sportivo Dock Sud – Nueva Chicago Buenos Aires 3:0 |
| 8 października 1922 | Porteño Buenos Aires – Boca Juniors 0:0            |
| 8 października 1922 | CS Palermo – Sportivo del Norte Buenos Aires 2:0   |

### Kolejka 15
| Data                 | Mecz                                                           |
| -------------------- | -------------------------------------------------------------- |
| 15 października 1922 | Porteño Buenos Aires – CA Huracán 0:1                          |
| 15 października 1922 | Boca Juniors – Platense II Buenos Aires 1:0                    |
| 15 października 1922 | CA Alvear – Sportivo del Norte Buenos Aires 0:1                |
| 15 października 1922 | Boca Alumni Buenos Aires – Estudiantes La Plata 2:0            |
| 15 października 1922 | Del Plata Buenos Aires – Club El Porvenir 1:0                  |
| 15 października 1922 | Club Progresista – Nueva Chicago Buenos Aires 5:3              |
| 15 października 1922 | Sportivo Barracas Buenos Aires – San Fernando Buenos Aires 1:1 |
| 15 października 1922 | Sportivo Dock Sud – CS Palermo 2:1                             |

### Kolejka 16
| Data                 | Mecz                                                         |
| -------------------- | ------------------------------------------------------------ |
| 29 października 1922 | Del Plata Buenos Aires – Sportivo del Norte Buenos Aires 0:1 |
| 29 października 1922 | CA Huracán – Platense II Buenos Aires 3:0                    |
| 29 października 1922 | Nueva Chicago Buenos Aires – San Fernando Buenos Aires 3:1   |
| 29 października 1922 | Club Progresista – Club El Porvenir 0:0                      |
| 29 października 1922 | Argentinos Juniors – Sportivo Dock Sud 2:0                   |
| 29 października 1922 | Sportivo Barracas Buenos Aires – Porteño Buenos Aires 2:2    |
| 29 października 1922 | Boca Juniors – Estudiantes La Plata 3:1                      |
| 29 października 1922 | Boca Alumni Buenos Aires – CA Alvear 2:2                     |

### Kolejka 17
| Data             | Mecz                                                  |
| ---------------- | ----------------------------------------------------- |
| 5 listopada 1922 | Del Plata Buenos Aires – CA Alvear 3:1                |
| 5 listopada 1922 | Club El Porvenir – Sportivo Barracas Buenos Aires 0:4 |
| 5 listopada 1922 | CS Palermo – Club Progresista 2:0                     |
| 5 listopada 1922 | Boca Alumni Buenos Aires – Porteño Buenos Aires 3:2   |
| 5 listopada 1922 | Argentinos Juniors – Boca Juniors 3:1                 |

### Kolejka 18
| Data              | Mecz                                                                 |
| ----------------- | -------------------------------------------------------------------- |
| 19 listopada 1922 | CA Huracán – Nueva Chicago Buenos Aires 2:1                          |
| 19 listopada 1922 | Del Plata Buenos Aires – CS Palermo 4:3                              |
| 19 listopada 1922 | Sportivo Dock Sud – San Fernando Buenos Aires 3:0                    |
| 19 listopada 1922 | Boca Alumni Buenos Aires – Boca Juniors 2:1                          |
| 19 listopada 1922 | Club El Porvenir – CA Alvear 1:0                                     |
| 19 listopada 1922 | Sportivo del Norte Buenos Aires – Sportivo Barracas Buenos Aires 1:3 |

### Kolejka 19
| Data              | Mecz                                                                             |
| ----------------- | -------------------------------------------------------------------------------- |
| 26 listopada 1922 | Sportivo Dock Sud – CA Alvear 0:0                                                |
| 26 listopada 1922 | Club El Porvenir – Sportivo del Norte Buenos Aires 1:3 Orestes G. Gravano – ?, ? |
| 26 listopada 1922 | Estudiantes La Plata – Argentinos Juniors 3:1                                    |

### Kolejka 20
| Data           | Mecz                                                     |
| -------------- | -------------------------------------------------------- |
| 3 grudnia 1922 | Boca Juniors – CA Huracán 1:0                            |
| 3 grudnia 1922 | Sportivo del Norte Buenos Aires – Sportivo Dock Sud 0:2  |
| 3 grudnia 1922 | San Fernando Buenos Aires – Platense II Buenos Aires 2:2 |

### Kolejka 21
| Data           | Mecz                                                                         |
| -------------- | ---------------------------------------------------------------------------- |
| 8 grudnia 1922 | CS Palermo – Boca Alumni Buenos Aires 2:1                                    |
| 8 grudnia 1922 | CA Huracán – CA Alvear 1:1 mecz przerwany – punkty przyznano klubowi Huracán |

### Kolejka 22
| Data            | Mecz                                            |
| --------------- | ----------------------------------------------- |
| 12 grudnia 1922 | CA Huracán – Sportivo Barracas Buenos Aires 3:1 |

### Mecze z nieznaną datą
| Mecz                                                           |
| -------------------------------------------------------------- |
| CA Alvear – Porteño Buenos Aires 2:0                           |
| Club Progresista – Argentinos Juniors 0:1                      |
| San Fernando Buenos Aires – Estudiantes La Plata 2:1           |
| Platense II Buenos Aires – Sportivo del Norte Buenos Aires 1:2 |

### Końcowa tabela sezonu 1922 ligi Asociación Argentina de Football
| Poz | Klub                              | Mecze | Zw | Rem | Por | Pkt | BrZd | BrStr |
| --- | --------------------------------- | ----- | -- | --- | --- | --- | ---- | ----- |
| 1   | CA Huracán                        | 16    | 13 | 2   | 1   | 28  | 36   | 7     |
| 2   | CS Palermo                        | 16    | 11 | 3   | 2   | 25  | 34   | 14    |
| 3   | Boca Juniors                      | 16    | 10 | 2   | 4   | 22  | 30   | 19    |
| 4   | Del Plata Buenos Aires            | 16    | 10 | 0   | 6   | 20  | 27   | 15    |
| 5   | Nueva Chicago Buenos Aires        | 16    | 7  | 4   | 5   | 18  | 23   | 22    |
| 6   | Argentinos Juniors                | 16    | 7  | 4   | 5   | 18  | 18   | 19    |
| 7   | CA Alvear                         | 16    | 7  | 3   | 6   | 17  | 29   | 16    |
| 8   | Sportivo Dock Sud                 | 16    | 6  | 4   | 6   | 16  | 22   | 23    |
| 9   | Boca Alumni Buenos Aires          | 16    | 6  | 3   | 7   | 15  | 20   | 22    |
| 10  | Sportivo Barracas Buenos Aires    | 16    | 4  | 6   | 6   | 14  | 18   | 20    |
| 11  | Estudiantes La Plata              | 16    | 4  | 5   | 7   | 13  | 20   | 29    |
| 12  | Sportivo del Norte Buenos Aires   | 16    | 5  | 3   | 8   | 13  | 14   | 22    |
| 13  | Porteño Buenos Aires              | 16    | 4  | 4   | 8   | 12  | 15   | 24    |
| 14  | Club El Porvenir                  | 16    | 3  | 6   | 7   | 12  | 11   | 20    |
| 15  | San Fernando Buenos Aires         | 16    | 3  | 5   | 8   | 11  | 14   | 30    |
| 16  | Club Progresista                  | 16    | 2  | 5   | 9   | 9   | 19   | 32    |
| 17  | Platense II Buenos Aires (Retiro) | 16    | 3  | 3   | 10  | 9   | 16   | 32    |

## Primera División – Asociación Amateurs de Football
Mistrzem Argentyny w roku 1922 w ramach rozgrywek organizowanych przez federację piłkarską Asociación Amateurs de Football został klub Independiente, natomiast tytuł wicemistrza Argentyny zdobył klub River Plate. Z ligi wycofał się klub Palermo Buenos Aires, który przeszedł do konkurencyjnej federacji Asociación Argentina de Football. Na jego miejsce awansował klub Argentino del Sud.

### Kolejka 1
| Data            | Mecz                                                           |
| --------------- | -------------------------------------------------------------- |
| 9 kwietnia 1922 | Independiente – CA Platense 0:0                                |
| 9 kwietnia 1922 | Sportivo Buenos Aires – Estudiantil Porteño Buenos Aires 1:0   |
| 9 kwietnia 1922 | Sportivo Almagro Buenos Aires – CA Estudiantes 1:0             |
| 9 kwietnia 1922 | Barracas Central Buenos Aires – River Plate 0:2 Alzúa, Uriarte |
| 9 kwietnia 1922 | Defensores de Belgrano Buenos Aires – CA Banfield 1:0          |
| 9 kwietnia 1922 | Club Atlético Lanús – CA Tigre 0:2 Giulidoni, Macchi           |
| 9 kwietnia 1922 | Atlanta Buenos Aires – Quilmes Athletic Buenos Aires 4:1       |
| 9 kwietnia 1922 | Palermo Buenos Aires – CA Vélez Sarsfield 0:2                  |
| 9 kwietnia 1922 | Gimnasia y Esgrima La Plata – Ferro Carril Oeste 2:0           |

### Kolejka 2
| Data             | Mecz                                                         |
| ---------------- | ------------------------------------------------------------ |
| 16 kwietnia 1922 | CA Tigre – Racing Club de Avellaneda 0:1 López k             |
| 16 kwietnia 1922 | Estudiantil Porteño Buenos Aires – CA Estudiantes 1:1        |
| 16 kwietnia 1922 | Sportivo Buenos Aires – Sportivo Almagro Buenos Aires 4:4    |
| 16 kwietnia 1922 | San Isidro Buenos Aires – San Lorenzo de Almagro 0:1 J. Urso |
| 16 kwietnia 1922 | CA Banfield – CA Vélez Sarsfield 2:0                         |

### Kolejka 3
| Data             | Mecz                                                                                   |
| ---------------- | -------------------------------------------------------------------------------------- |
| 23 kwietnia 1922 | Independiente – CA Tigre 3:1 Seoane (2), Orsi – Húcar s                                |
| 23 kwietnia 1922 | Sportivo Almagro Buenos Aires – River Plate 1:0                                        |
| 23 kwietnia 1922 | Palermo Buenos Aires – Racing Club de Avellaneda 1:2 López s – Marcovecchio, Brissotti |
| 23 kwietnia 1922 | Gimnasia y Esgrima La Plata – Quilmes Athletic Buenos Aires 2:1                        |
| 23 kwietnia 1922 | CA Platense – San Isidro Buenos Aires 3:0                                              |
| 23 kwietnia 1922 | San Lorenzo de Almagro – Ferro Carril Oeste 5:0                                        |
| 23 kwietnia 1922 | Sportivo Buenos Aires – CA Banfield 2:2                                                |
| 23 kwietnia 1922 | Club Atlético Lanús – CA Estudiantes 1:2 Pisa – Lagarde, Beautemps                     |
| 23 kwietnia 1922 | Defensores de Belgrano Buenos Aires – CA Vélez Sarsfield 1:3                           |

### Kolejka 4
| Data             | Mecz                                                                                   |
| ---------------- | -------------------------------------------------------------------------------------- |
| 30 kwietnia 1922 | San Lorenzo de Almagro – Sportivo Almagro Buenos Aires 0:0                             |
| 30 kwietnia 1922 | Racing Club de Avellaneda – San Isidro Buenos Aires 2:1                                |
| 30 kwietnia 1922 | CA Platense – Barracas Central Buenos Aires 2:1                                        |
| 30 kwietnia 1922 | CA Tigre – Sportivo Buenos Aires 2:1                                                   |
| 30 kwietnia 1922 | Independiente – Atlanta Buenos Aires 1:1                                               |
| 30 kwietnia 1922 | CA Banfield – Quilmes Athletic Buenos Aires 0:0                                        |
| 30 kwietnia 1922 | River Plate – Palermo Buenos Aires 5:1 Alzúa, González, Lucarelli, Medone, Blaya s – ? |
| 30 kwietnia 1922 | Defensores de Belgrano Buenos Aires – CA Estudiantes 1:0                               |
| 30 kwietnia 1922 | Gimnasia y Esgrima La Plata – Club Atlético Lanús 1:0                                  |
| 30 kwietnia 1922 | Ferro Carril Oeste – CA Vélez Sarsfield 4:1                                            |

### Kolejka 5
| Data        | Mecz                                                                                    |
| ----------- | --------------------------------------------------------------------------------------- |
| 7 maja 1922 | Ferro Carril Oeste – Racing Club de Avellaneda 1:4 Alfieri – Marcovecchio (3), Zabaleta |
| 7 maja 1922 | Sportivo Buenos Aires – CA Estudiantes 2:0                                              |
| 7 maja 1922 | Barracas Central Buenos Aires – CA Tigre 6:1                                            |
| 7 maja 1922 | Club Atlético Lanús – San Lorenzo de Almagro 1:2 Vaccaro s – Larmeu, Gianella           |
| 7 maja 1922 | CA Platense – Sportivo Almagro Buenos Aires 2:0                                         |
| 7 maja 1922 | Palermo Buenos Aires – Estudiantil Porteño Buenos Aires 2:1                             |
| 7 maja 1922 | Independiente – Gimnasia y Esgrima La Plata 1:0 Seoane                                  |
| 7 maja 1922 | San Isidro Buenos Aires – Atlanta Buenos Aires 2:0                                      |
| 7 maja 1922 | Quilmes Athletic Buenos Aires – CA Vélez Sarsfield 1:0                                  |

### Kolejka 6
| Data         | Mecz                                                                             |
| ------------ | -------------------------------------------------------------------------------- |
| 14 maja 1922 | CA Estudiantes – San Isidro Buenos Aires 1:2                                     |
| 14 maja 1922 | Racing Club de Avellaneda – Sportivo Buenos Aires 1:1 Gondar – Alvarez           |
| 14 maja 1922 | Estudiantil Porteño Buenos Aires – Club Atlético Lanús 2:0 Lamberti, Sarrasqueta |
| 14 maja 1922 | CA Banfield – Sportivo Almagro Buenos Aires 2:1                                  |
| 14 maja 1922 | CA Tigre – Ferro Carril Oeste 3:1                                                |
| 14 maja 1922 | Atlanta Buenos Aires – Defensores de Belgrano Buenos Aires 1:0                   |
| 14 maja 1922 | River Plate – Independiente 2:3 Medone, Collazo s – Seoane, Guastavino (2)       |
| 14 maja 1922 | CA Platense – Quilmes Athletic Buenos Aires 3:2                                  |
| 14 maja 1922 | CA Vélez Sarsfield – Barracas Central Buenos Aires 3:1                           |
| 14 maja 1922 | Gimnasia y Esgrima La Plata – Palermo Buenos Aires 2:0                           |

### Kolejka 7
| Data             | Mecz                                                                    |
| ---------------- | ----------------------------------------------------------------------- |
| 21 maja 1922     | Sportivo Almagro Buenos Aires – CA Vélez Sarsfield 0:2                  |
| 21 maja 1922     | San Isidro Buenos Aires – River Plate 1:1 ? – Alzúa                     |
| 21 maja 1922     | Quilmes Athletic Buenos Aires – CA Tigre 1:1                            |
| 21 maja 1922     | Independiente – Estudiantil Porteño Buenos Aires 2:0 Guastavino, Seoane |
| 21 maja 1922     | Palermo Buenos Aires – San Lorenzo de Almagro 1:3                       |
| 21 maja 1922     | Ferro Carril Oeste – CA Estudiantes 1:2                                 |
| 21 maja 1922     | Sportivo Buenos Aires – Atlanta Buenos Aires 1:0                        |
| 21 maja 1922     | Club Atlético Lanús – CA Banfield 1:2 Lattari – López, González         |
| 24 września 1922 | Gimnasia y Esgrima La Plata – Defensores de Belgrano Buenos Aires 2:0   |

### Kolejka 8
| Data         | Mecz                                                            |
| ------------ | --------------------------------------------------------------- |
| 28 maja 1922 | Atlanta Buenos Aires – Sportivo Almagro Buenos Aires 1:1        |
| 28 maja 1922 | Ferro Carril Oeste – Estudiantil Porteño Buenos Aires 2:1       |
| 28 maja 1922 | San Lorenzo de Almagro – Sportivo Buenos Aires 5:0              |
| 28 maja 1922 | River Plate – Quilmes Athletic Buenos Aires 0:2                 |
| 28 maja 1922 | CA Banfield – San Isidro Buenos Aires 2:0                       |
| 28 maja 1922 | CA Platense – Defensores de Belgrano Buenos Aires 2:2           |
| 28 maja 1922 | CA Tigre – Palermo Buenos Aires 4:3                             |
| 28 maja 1922 | Gimnasia y Esgrima La Plata – Barracas Central Buenos Aires 1:1 |
| 28 maja 1922 | CA Vélez Sarsfield – Independiente 0:1 Orsi                     |

### Kolejka 9
| Data           | Mecz                                                                            |
| -------------- | ------------------------------------------------------------------------------- |
| 4 czerwca 1922 | Independiente – Racing Club de Avellaneda 2:3 Seoane (2) – Zabaleta (2), Olazar |
| 4 czerwca 1922 | Gimnasia y Esgrima La Plata – Sportivo Almagro Buenos Aires 1:0                 |
| 4 czerwca 1922 | Defensores de Belgrano Buenos Aires – CA Tigre 0:0                              |
| 4 czerwca 1922 | San Isidro Buenos Aires – CA Vélez Sarsfield 1:1                                |
| 4 czerwca 1922 | Quilmes Athletic Buenos Aires – Estudiantil Porteño Buenos Aires 2:1            |
| 4 czerwca 1922 | Barracas Central Buenos Aires – San Lorenzo de Almagro 0:0                      |
| 4 czerwca 1922 | Club Atlético Lanús – Atlanta Buenos Aires 1:2 Raggi – Caló (2)                 |
| 4 czerwca 1922 | Palermo Buenos Aires – CA Estudiantes 2:0                                       |
| 4 czerwca 1922 | Ferro Carril Oeste – CA Banfield 0:1                                            |
| 4 czerwca 1922 | Sportivo Buenos Aires – CA Platense 0:2                                         |

### Kolejka 10
| Data            | Mecz                                                                      |
| --------------- | ------------------------------------------------------------------------- |
| 11 czerwca 1922 | San Lorenzo de Almagro – Defensores de Belgrano Buenos Aires 2:0          |
| 11 czerwca 1922 | River Plate – Ferro Carril Oeste 2:1 González, Alzúa – ?                  |
| 11 czerwca 1922 | CA Vélez Sarsfield – Club Atlético Lanús 4:0 Martínez, Sobrino, Laino (2) |
| 11 czerwca 1922 | Racing Club de Avellaneda – Sportivo Almagro Buenos Aires 1:0 Gondar      |
| 11 czerwca 1922 | Gimnasia y Esgrima La Plata – Sportivo Buenos Aires 4:0                   |
| 11 czerwca 1922 | CA Banfield – Independiente 0:2 Seoane (2)                                |
| 11 czerwca 1922 | CA Platense – Palermo Buenos Aires 3:0                                    |
| 11 czerwca 1922 | Estudiantil Porteño Buenos Aires – San Isidro Buenos Aires 0:3            |
| 11 czerwca 1922 | Barracas Central Buenos Aires – Atlanta Buenos Aires 1:1                  |

### Kolejka 11
| Data            | Mecz                                                                                                  |
| --------------- | --- |
| 18 czerwca 1922 | San Lorenzo de Almagro – Independiente 0:1 Canaveri mecz przerwany – dokończony 17 września 1922 roku |
| 18 czerwca 1922 | River Plate – Sportivo Buenos Aires 2:1 Uriarte, Lucarelli – ?                                        |
| 18 czerwca 1922 | Club Atlético Lanús – CA Platense 2:4 Pisa (2) – Benítez, León, Duarte (2)                            |
| 18 czerwca 1922 | Defensores de Belgrano Buenos Aires – Estudiantil Porteño Buenos Aires 2:2                            |
| 18 czerwca 1922 | Racing Club de Avellaneda – Quilmes Athletic Buenos Aires 0:0                                         |
| 18 czerwca 1922 | San Isidro Buenos Aires – Gimnasia y Esgrima La Plata 0:1                                             |
| 18 czerwca 1922 | CA Estudiantes – Barracas Central Buenos Aires 0:1                                                    |
| 18 czerwca 1922 | Palermo Buenos Aires – CA Banfield 3:4                                                                |
| 18 czerwca 1922 | Ferro Carril Oeste – Atlanta Buenos Aires 4:0                                                         |
| 18 czerwca 1922 | CA Tigre – Sportivo Almagro Buenos Aires 0:1                                                          |

### Kolejka 12
| Data            | Mecz                                                                                     |
| --------------- | ---------------------------------------------------------------------------------------- |
| 25 czerwca 1922 | CA Platense – Atlanta Buenos Aires 0:0                                                   |
| 25 czerwca 1922 | Sportivo Buenos Aires – Club Atlético Lanús 3:1 Cerrotti, Guastavino, Messina – Danielli |
| 25 czerwca 1922 | Defensores de Belgrano Buenos Aires – Quilmes Athletic Buenos Aires 1:2                  |
| 25 czerwca 1922 | River Plate – CA Vélez Sarsfield 0:0                                                     |
| 25 czerwca 1922 | Palermo Buenos Aires – Ferro Carril Oeste 3:1                                            |
| 25 czerwca 1922 | Sportivo Almagro Buenos Aires – San Isidro Buenos Aires 3:1                              |
| 25 czerwca 1922 | Estudiantil Porteño Buenos Aires – Racing Club de Avellaneda 2:0 Costas, Vecchia         |
| 25 czerwca 1922 | Gimnasia y Esgrima La Plata – CA Tigre 2:0                                               |
| 25 czerwca 1922 | CA Estudiantes – CA Banfield 3:6                                                         |

### Kolejka 13
| Data            | Mecz                                                            |
| --------------- | --------------------------------------------------------------- |
| 29 czerwca 1922 | Ferro Carril Oeste – Independiente 1:4 Caso – Seoane (3), Tubio |
| 29 czerwca 1922 | San Isidro Buenos Aires – Quilmes Athletic Buenos Aires 4:1     |

### Kolejka 14
| Data         | Mecz                                                                     |
| ------------ | ------------------------------------------------------------------------ |
| 9 lipca 1922 | Racing Club de Avellaneda – San Lorenzo de Almagro 1:1 Gondar – Galíndez |
| 9 lipca 1922 | CA Vélez Sarsfield – Sportivo Buenos Aires 3:0 Boffi, Sobrino (2)        |

### Kolejka 15
| Data          | Mecz                                                                   |
| ------------- | ---------------------------------------------------------------------- |
| 16 lipca 1922 | Atlanta Buenos Aires – CA Tigre 1:1                                    |
| 16 lipca 1922 | Defensores de Belgrano Buenos Aires – Ferro Carril Oeste 1:2           |
| 16 lipca 1922 | Independiente – Sportivo Buenos Aires 4:0 Tubio (2), Seoane, Orsi      |
| 16 lipca 1922 | Estudiantil Porteño Buenos Aires – CA Banfield 1:3                     |
| 16 lipca 1922 | River Plate – Racing Club de Avellaneda 1:0 Lucarelli k                |
| 16 lipca 1922 | CA Vélez Sarsfield – CA Estudiantes 3:2                                |
| 16 lipca 1922 | San Lorenzo de Almagro – CA Platense 1:4                               |
| 16 lipca 1922 | Palermo Buenos Aires – Sportivo Almagro Buenos Aires 6:3               |
| 16 lipca 1922 | San Isidro Buenos Aires – Barracas Central Buenos Aires 1:1            |
| 16 lipca 1922 | Club Atlético Lanús – Quilmes Athletic Buenos Aires walkower dla Lanús |

### Kolejka 16
| Data          | Mecz                                                                                   |
| ------------- | -------------------------------------------------------------------------------------- |
| 23 lipca 1922 | Ferro Carril Oeste – San Isidro Buenos Aires 3:1                                       |
| 23 lipca 1922 | San Lorenzo de Almagro – CA Tigre 0:0                                                  |
| 23 lipca 1922 | CA Banfield – River Plate 0:0                                                          |
| 23 lipca 1922 | Sportivo Buenos Aires – Defensores de Belgrano Buenos Aires 3:5                        |
| 23 lipca 1922 | Independiente – Sportivo Almagro Buenos Aires 3:2 Seoane (2), Ronzoni – Maglio, Castro |
| 23 lipca 1922 | CA Platense – Gimnasia y Esgrima La Plata 4:0 Cracco, Duarte (2), Goin                 |
| 23 lipca 1922 | Racing Club de Avellaneda – CA Estudiantes 4:0 Ochoa, Zabaleta, Brissotti (2)          |
| 23 lipca 1922 | CA Vélez Sarsfield – Estudiantil Porteño Buenos Aires 3:0                              |

### Kolejka 17
| Data          | Mecz                                                                                         |
| ------------- | -------------------------------------------------------------------------------------------- |
| 30 lipca 1922 | Defensores de Belgrano Buenos Aires – Independiente 0:3 Seoane, Orsi (2)                     |
| 30 lipca 1922 | CA Banfield – CA Tigre 2:1                                                                   |
| 30 lipca 1922 | Atlanta Buenos Aires – River Plate 1:1 ? – Uriarte                                           |
| 30 lipca 1922 | Club Atlético Lanús – Palermo Buenos Aires 3:2 Saruppo (2), Paternolli s – Pozzo, Echeverría |
| 30 lipca 1922 | Sportivo Almagro Buenos Aires – Ferro Carril Oeste 0:1                                       |
| 30 lipca 1922 | Racing Club de Avellaneda – CA Platense 1:0 Ochoa                                            |
| 30 lipca 1922 | CA Estudiantes – San Lorenzo de Almagro 0:1                                                  |
| 30 lipca 1922 | Gimnasia y Esgrima La Plata – Estudiantil Porteño Buenos Aires 2:0                           |
| 30 lipca 1922 | Sportivo Buenos Aires – Quilmes Athletic Buenos Aires walkower dla Sportivo Buenos Aires     |

### Kolejka 18
| Data            | Mecz                                                                                               |
| --------------- | -------------------------------------------------------------------------------------------------- |
| 6 sierpnia 1922 | Sportivo Almagro Buenos Aires – Quilmes Athletic Buenos Aires 1:0                                  |
| 6 sierpnia 1922 | CA Estudiantes – Gimnasia y Esgrima La Plata 1:0                                                   |
| 6 sierpnia 1922 | Estudiantil Porteño Buenos Aires – Atlanta Buenos Aires 0:1                                        |
| 6 sierpnia 1922 | CA Vélez Sarsfield – Racing Club de Avellaneda 0:2 Fernández s, Brissotti)                         |
| 6 sierpnia 1922 | CA Banfield – CA Platense 0:0                                                                      |
| 6 sierpnia 1922 | Club Atlético Lanús – Defensores de Belgrano Buenos Aires 4:1 Mac Leman, Raggi, Pisa (2) – Pascale |
| 6 sierpnia 1922 | San Isidro Buenos Aires – Palermo Buenos Aires 2:0                                                 |
| 6 sierpnia 1922 | Ferro Carril Oeste – Barracas Central Buenos Aires 1:0                                             |

### Kolejka 19
| Data             | Mecz                                                                           |
| ---------------- | ------------------------------------------------------------------------------ |
| 13 sierpnia 1922 | San Isidro Buenos Aires – Defensores de Belgrano Buenos Aires 2:0              |
| 13 sierpnia 1922 | Sportivo Buenos Aires – Ferro Carril Oeste 0:3                                 |
| 13 sierpnia 1922 | Independiente – Palermo Buenos Aires 2:0 Orsi (2)                              |
| 13 sierpnia 1922 | River Plate – Club Atlético Lanús 2:1 Simmons, Licciardi – Raggi               |
| 13 sierpnia 1922 | Atlanta Buenos Aires – Racing Club de Avellaneda 1:2 Médici – Arroyuelo, Ochoa |
| 13 sierpnia 1922 | Quilmes Athletic Buenos Aires – Barracas Central Buenos Aires 0:2              |
| 13 sierpnia 1922 | CA Tigre – CA Estudiantes 0:2                                                  |
| 13 sierpnia 1922 | San Lorenzo de Almagro – CA Vélez Sarsfield 3:0                                |
| 13 sierpnia 1922 | Gimnasia y Esgrima La Plata – CA Banfield 1:0                                  |

### Kolejka 20
| Data             | Mecz                                                                                              |
| ---------------- | ------------------------------------------------------------------------------------------------- |
| 20 sierpnia 1922 | Atlanta Buenos Aires – Palermo Buenos Aires 0:0 mecz przerwany – punkty przyznano klubowi Atlanta |
| 20 sierpnia 1922 | CA Banfield – Barracas Central Buenos Aires 3:1                                                   |
| 20 sierpnia 1922 | Ferro Carril Oeste – Club Atlético Lanús 1:1 Cipolla – Pisa                                       |
| 20 sierpnia 1922 | CA Tigre – San Isidro Buenos Aires 0:0                                                            |
| 20 sierpnia 1922 | CA Vélez Sarsfield – Gimnasia y Esgrima La Plata 1:0                                              |
| 20 sierpnia 1922 | River Plate – CA Platense 2:1 Uriarte, Licciardi – ?                                              |
| 20 sierpnia 1922 | CA Estudiantes – Independiente 1:2 Beautemps – Orsi, Vitale                                       |
| 20 sierpnia 1922 | Racing Club de Avellaneda – Defensores de Belgrano Buenos Aires 0:0                               |
| 20 sierpnia 1922 | San Lorenzo de Almagro – Quilmes Athletic Buenos Aires 4:0                                        |

### Kolejka 21
| Data             | Mecz |
| ---------------- | --- |
| 27 sierpnia 1922 | Barracas Central Buenos Aires – Palermo Buenos Aires 4:2                                                                  |
| 27 sierpnia 1922 | Racing Club de Avellaneda – Club Atlético Lanús 7:1 Ochoa k, Lalaureta, Zabaleta (2), Gondar, Mangini s, Dorio s – Pisa k |
| 27 sierpnia 1922 | CA Platense – Estudiantil Porteño Buenos Aires 1:0                                                                        |
| 27 sierpnia 1922 | CA Vélez Sarsfield – CA Tigre 1:1                                                                                         |
| 27 sierpnia 1922 | CA Banfield – Atlanta Buenos Aires 2:0                                                                                    |
| 27 sierpnia 1922 | Sportivo Almagro Buenos Aires – Defensores de Belgrano Buenos Aires 3:1                                                   |
| 27 sierpnia 1922 | CA Estudiantes – River Plate 1:1 ? – Uriarte k                                                                            |
| 27 sierpnia 1922 | Quilmes Athletic Buenos Aires – Independiente 1:1 Dannaher – Seoane                                                       |
| 27 sierpnia 1922 | Sportivo Buenos Aires – San Isidro Buenos Aires 1:0                                                                       |
| 27 sierpnia 1922 | Gimnasia y Esgrima La Plata – San Lorenzo de Almagro 1:1                                                                  |

### Kolejka 22
| Data            | Mecz                                                                                     |
| --------------- | ---------------------------------------------------------------------------------------- |
| 3 września 1922 | River Plate – Estudiantil Porteño Buenos Aires 2:0 Liciardi, Lucarelli                   |
| 3 września 1922 | Defensores de Belgrano Buenos Aires – Palermo Buenos Aires 1:3                           |
| 3 września 1922 | Barracas Central Buenos Aires – Racing Club de Avellaneda 2:2 ?, ? – Lalaureta, Zabaleta |
| 3 września 1922 | Atlanta Buenos Aires – CA Estudiantes 0:2                                                |
| 3 września 1922 | Club Atlético Lanús – Independiente 1:3 Saruppo – Seoane (2), Bozzo                      |
| 3 września 1922 | Quilmes Athletic Buenos Aires – Ferro Carril Oeste 1:0                                   |
| 3 września 1922 | San Lorenzo de Almagro – CA Banfield 0:2                                                 |
| 3 września 1922 | CA Vélez Sarsfield – CA Platense 2:0                                                     |

### Kolejka 23
| Data             | Mecz                                                                                         |
| ---------------- | -------------------------------------------------------------------------------------------- |
| 10 września 1922 | San Isidro Buenos Aires – Club Atlético Lanús 3:2 Annunziatta (2), Naón k – Saruppo, Pérez s |

### Kolejka 24
| Data             | Mecz |
| ---------------- | --- |
| 17 września 1922 | San Lorenzo de Almagro – Independiente 2:1 Acosta, Larmeu – Canaveri dokończenie meczu przerwanego 18 czerwca |
| 17 września 1922 | Racing Club de Avellaneda – Gimnasia y Esgrima La Plata 2:0 Ochoa, Gondar                                     |
| 17 września 1922 | Defensores de Belgrano Buenos Aires – River Plate 0:3 Liciardi (2), González                                  |
| 17 września 1922 | CA Platense – CA Estudiantes 1:0                                                                              |
| 17 września 1922 | Club Atlético Lanús – Sportivo Almagro Buenos Aires 1:1 Saruppo – Castro                                      |
| 17 września 1922 | Estudiantil Porteño Buenos Aires – CA Tigre 1:0                                                               |
| 17 września 1922 | Barracas Central Buenos Aires – Sportivo Buenos Aires 0:0                                                     |

### Kolejka 25
| Data             | Mecz                                                                            |
| ---------------- | ------------------------------------------------------------------------------- |
| 24 września 1922 | Independiente – San Isidro Buenos Aires 4:0 Seoane (3), Goicoechea              |
| 24 września 1922 | CA Banfield – Racing Club de Avellaneda 2:0                                     |
| 24 września 1922 | Barracas Central Buenos Aires – Club Atlético Lanús 1:2 Ferrari – Pisa, Saruppo |
| 24 września 1922 | San Lorenzo de Almagro – Atlanta Buenos Aires 2:1                               |
| 24 września 1922 | CA Estudiantes – Quilmes Athletic Buenos Aires 3:0                              |
| 24 września 1922 | CA Tigre – River Plate 0:2 Liciardi, Lucarelli                                  |
| 24 września 1922 | Palermo Buenos Aires – Sportivo Buenos Aires 1:5                                |
| 24 września 1922 | CA Platense – Ferro Carril Oeste 1:0                                            |
| 24 września 1922 | Sportivo Almagro Buenos Aires – Estudiantil Porteño Buenos Aires 1:1            |

### Kolejka 26
| Data                 | Mecz                                                              |
| -------------------- | ----------------------------------------------------------------- |
| 22 października 1922 | CA Platense – Independiente 2:1 Cracco k, Pardal – Bozzo          |
| 22 października 1922 | Atlanta Buenos Aires – Quilmes Athletic Buenos Aires 2:0          |
| 22 października 1922 | Estudiantil Porteño Buenos Aires – Sportivo Buenos Aires 3:2      |
| 22 października 1922 | CA Estudiantes – Sportivo Almagro Buenos Aires 1:0                |
| 22 października 1922 | San Lorenzo de Almagro – San Isidro Buenos Aires 1:0              |
| 22 października 1922 | CA Tigre – Club Atlético Lanús 2:1 González, Seregni – B. Saruppo |
| 22 października 1922 | River Plate – Barracas Central Buenos Aires 0:0                   |
| 22 października 1922 | CA Vélez Sarsfield – Palermo Buenos Aires 1:1                     |
| 22 października 1922 | CA Banfield – Defensores de Belgrano Buenos Aires 2:1             |

### Kolejka 27
| Data                 | Mecz                                                                    |
| -------------------- | ----------------------------------------------------------------------- |
| 29 października 1922 | CA Banfield – Sportivo Buenos Aires 1:0                                 |
| 29 października 1922 | CA Tigre – Independiente 1:1 Alventoza s – Canaveri                     |
| 29 października 1922 | San Lorenzo de Almagro – Ferro Carril Oeste 4:0                         |
| 29 października 1922 | Racing Club de Avellaneda – Palermo Buenos Aires 2:0 Zabaleta (2)       |
| 29 października 1922 | River Plate – Sportivo Almagro Buenos Aires 2:0 Cándido García, Uriarte |
| 29 października 1922 | Estudiantil Porteño Buenos Aires – Barracas Central Buenos Aires 2:0    |
| 29 października 1922 | CA Platense – San Isidro Buenos Aires 1:1                               |
| 29 października 1922 | Gimnasia y Esgrima La Plata – Quilmes Athletic Buenos Aires 2:0         |

### Kolejka 28
| Data             | Mecz                                                                                                |
| ---------------- | --------------------------------------------------------------------------------------------------- |
| 1 listopada 1922 | Palermo Buenos Aires – River Plate 0:3 Lucarelli (2), Uriarte k                                     |
| 1 listopada 1922 | Club Atlético Lanús – Gimnasia y Esgrima La Plata 1:1 Saruppo – Morgada                             |
| 1 listopada 1922 | Quilmes Athletic Buenos Aires – CA Banfield 2:0                                                     |
| 1 listopada 1922 | Barracas Central Buenos Aires – CA Platense 1:2                                                     |
| 1 listopada 1922 | Ferro Carril Oeste – CA Vélez Sarsfield 2:0                                                         |
| 1 listopada 1922 | Sportivo Buenos Aires – CA Tigre 2:3                                                                |
| 1 listopada 1922 | San Isidro Buenos Aires – Racing Club de Avellaneda 2:2 J. Comaschi, Obarrio k – Zabaleta, A. López |
| 1 listopada 1922 | San Lorenzo de Almagro – Sportivo Almagro Buenos Aires 1:1                                          |

### Kolejka 29
| Data             | Mecz                                                                                                 |
| ---------------- | --- |
| 5 listopada 1922 | Independiente – River Plate 0:0                                                                      |
| 5 listopada 1922 | Racing Club de Avellaneda – Sportivo Buenos Aires 0:0 mecz przerwany – dokończony 18 marca 1923 roku |
| 5 listopada 1922 | Barracas Central Buenos Aires – CA Vélez Sarsfield 0:1                                               |
| 5 listopada 1922 | CA Tigre – Ferro Carril Oeste 2:0                                                                    |
| 5 listopada 1922 | Club Atlético Lanús – Estudiantil Porteño Buenos Aires 1:0 Saruppo                                   |
| 5 listopada 1922 | Defensores de Belgrano Buenos Aires – Atlanta Buenos Aires 2:0                                       |
| 5 listopada 1922 | Palermo Buenos Aires – Gimnasia y Esgrima La Plata 2:2                                               |
| 5 listopada 1922 | Sportivo Almagro Buenos Aires – CA Banfield 4:1                                                      |
| 5 listopada 1922 | Quilmes Athletic Buenos Aires – CA Platense 1:0                                                      |

### Kolejka 30
| Data              | Mecz                                                                              |
| ----------------- | --------------------------------------------------------------------------------- |
| 12 listopada 1922 | San Lorenzo de Almagro – Club Atlético Lanús 2:1 Semino, Monti – Gentile          |
| 12 listopada 1922 | River Plate – Defensores de Belgrano Buenos Aires 3:0 Uriarte, Somón, Accattini s |
| 12 listopada 1922 | Atlanta Buenos Aires – San Isidro Buenos Aires 0:0                                |
| 12 listopada 1922 | CA Tigre – Barracas Central Buenos Aires 1:0                                      |
| 12 listopada 1922 | CA Estudiantes – Sportivo Buenos Aires 0:0                                        |
| 12 listopada 1922 | CA Platense – Sportivo Almagro Buenos Aires 3:0                                   |
| 12 listopada 1922 | Gimnasia y Esgrima La Plata – Ferro Carril Oeste 2:0                              |
| 12 listopada 1922 | CA Vélez Sarsfield – Quilmes Athletic Buenos Aires 4:0                            |

### Kolejka 31
| Data              | Mecz                                                                              |
| ----------------- | --------------------------------------------------------------------------------- |
| 19 listopada 1922 | River Plate – San Isidro Buenos Aires 1:0 Medone                                  |
| 19 listopada 1922 | Barracas Central Buenos Aires – Defensores de Belgrano Buenos Aires 1:2           |
| 19 listopada 1922 | CA Vélez Sarsfield – Sportivo Almagro Buenos Aires 4:1                            |
| 19 listopada 1922 | San Lorenzo de Almagro – Palermo Buenos Aires 0:0                                 |
| 19 listopada 1922 | CA Estudiantes – Ferro Carril Oeste 0:1                                           |
| 19 listopada 1922 | Atlanta Buenos Aires – Sportivo Buenos Aires 3:2                                  |
| 19 listopada 1922 | Estudiantil Porteño Buenos Aires – Independiente 1:4 Colombo k – Seoane (3), Orsi |
| 19 listopada 1922 | Racing Club de Avellaneda – Gimnasia y Esgrima La Plata 0:0                       |
| 19 listopada 1922 | CA Tigre – Quilmes Athletic Buenos Aires 4:1                                      |

### Kolejka 32
| Data              | Mecz                                                               |
| ----------------- | ------------------------------------------------------------------ |
| 26 listopada 1922 | Quilmes Athletic Buenos Aires – River Plate 0:3 Alzúa (2), Ortelli |
| 26 listopada 1922 | CA Banfield – Club Atlético Lanús 0:2                              |

### Kolejka 33
| Data           | Mecz                                                                                               |
| -------------- | -------------------------------------------------------------------------------------------------- |
| 3 grudnia 1922 | Barracas Central Buenos Aires – Gimnasia y Esgrima La Plata 2:2                                    |
| 3 grudnia 1922 | River Plate – Atlanta Buenos Aires 1:0 Uriarte k                                                   |
| 3 grudnia 1922 | Independiente – Defensores de Belgrano Buenos Aires 2:0 Seoane (2)                                 |
| 3 grudnia 1922 | CA Vélez Sarsfield – San Lorenzo de Almagro 0:0                                                    |
| 3 grudnia 1922 | CA Platense – Club Atlético Lanús 2:0 Cracco, Duarte                                               |
| 3 grudnia 1922 | CA Banfield – CA Tigre 1:2                                                                         |
| 3 grudnia 1922 | Estudiantil Porteño Buenos Aires – Sportivo Almagro Buenos Aires 3:2                               |
| 3 grudnia 1922 | San Isidro Buenos Aires – Palermo Buenos Aires 4:0                                                 |
| 3 grudnia 1922 | Sportivo Buenos Aires – Quilmes Athletic Buenos Aires 3:0                                          |
| 3 grudnia 1922 | CA Estudiantes – Racing Club de Avellaneda 2:3 Beautemps, Ochandío k – A. Zabaleta (2), P. Ochoa k |

### Kolejka 34
| Data           | Mecz                                                                  |
| -------------- | --------------------------------------------------------------------- |
| 8 grudnia 1922 | Sportivo Almagro Buenos Aires – Atlanta Buenos Aires 1:1              |
| 8 grudnia 1922 | River Plate – CA Tigre 2:1 Lucarelli, Medone – ?                      |
| 8 grudnia 1922 | Ferro Carril Oeste – Estudiantil Porteño Buenos Aires 2:0             |
| 8 grudnia 1922 | Gimnasia y Esgrima La Plata – Sportivo Buenos Aires 1:1               |
| 8 grudnia 1922 | Club Atlético Lanús – Racing Club de Avellaneda 1:1 Raggi – Brissotti |
| 8 grudnia 1922 | Independiente – CA Vélez Sarsfield 5:0 Seoane (3), Orsi, Canevari     |
| 8 grudnia 1922 | Defensores de Belgrano Buenos Aires – CA Estudiantes 2:0              |
| 8 grudnia 1922 | San Isidro Buenos Aires – CA Banfield 3:0                             |
| 8 grudnia 1922 | San Lorenzo de Almagro – Barracas Central Buenos Aires 2:0            |
| 8 grudnia 1922 | Palermo Buenos Aires – CA Platense 0:3                                |

### Kolejka 35
| Data            | Mecz                                                                                     |
| --------------- | ---------------------------------------------------------------------------------------- |
| 10 grudnia 1922 | Racing Club de Avellaneda – Independiente 2:4 Rouco, Zabaleta – López, Seoane (2), Tubio |
| 10 grudnia 1922 | Estudiantil Porteño Buenos Aires – Quilmes Athletic Buenos Aires 2:0                     |
| 10 grudnia 1922 | Sportivo Buenos Aires – Barracas Central Buenos Aires 0:1                                |
| 10 grudnia 1922 | Gimnasia y Esgrima La Plata – Sportivo Almagro Buenos Aires 2:0                          |
| 10 grudnia 1922 | CA Vélez Sarsfield – San Isidro Buenos Aires 0:1                                         |
| 10 grudnia 1922 | CA Estudiantes – Palermo Buenos Aires 3:1                                                |
| 10 grudnia 1922 | CA Banfield – Ferro Carril Oeste 1:0                                                     |
| 10 grudnia 1922 | Atlanta Buenos Aires – Club Atlético Lanús 0:0                                           |
| 10 grudnia 1922 | CA Tigre – Defensores de Belgrano Buenos Aires 0:0                                       |
| 10 grudnia 1922 | San Lorenzo de Almagro – CA Platense 2:0                                                 |

### Kolejka 36
| Data            | Mecz                                                                                  |
| --------------- | ------------------------------------------------------------------------------------- |
| 17 grudnia 1922 | San Isidro Buenos Aires – Independiente 3:2 Zumelzú, Annuziatta (2) – Ronzoni, Seoane |
| 17 grudnia 1922 | San Lorenzo de Almagro – CA Estudiantes 1:0                                           |
| 17 grudnia 1922 | Racing Club de Avellaneda – River Plate 0:0                                           |
| 17 grudnia 1922 | Sportivo Buenos Aires – Palermo Buenos Aires 0:0                                      |
| 17 grudnia 1922 | Barracas Central Buenos Aires – Ferro Carril Oeste 1:0                                |
| 17 grudnia 1922 | CA Vélez Sarsfield – CA Banfield 1:0                                                  |
| 17 grudnia 1922 | Atlanta Buenos Aires – Estudiantil Porteño Buenos Aires 4:0                           |
| 17 grudnia 1922 | Sportivo Almagro Buenos Aires – CA Tigre 0:0                                          |
| 17 grudnia 1922 | Quilmes Athletic Buenos Aires – Club Atlético Lanús 2:1 Denda (2) – Raggi             |
| 17 grudnia 1922 | Gimnasia y Esgrima La Plata – Defensores de Belgrano Buenos Aires 1:0                 |

### Kolejka 37
| Data            | Mecz                                                                                    |
| --------------- | --------------------------------------------------------------------------------------- |
| 24 grudnia 1922 | San Lorenzo de Almagro – River Plate 1:1 mecz przerwany – dokończony 25 marca 1923 roku |
| 24 grudnia 1922 | Barracas Central Buenos Aires – Sportivo Almagro Buenos Aires 3:1                       |
| 24 grudnia 1922 | Gimnasia y Esgrima La Plata – Atlanta Buenos Aires 1:0                                  |
| 25 grudnia 1922 | CA Platense – CA Tigre 2:0                                                              |

### Kolejka 38
| Data            | Mecz                                                          |
| --------------- | ------------------------------------------------------------- |
| 31 grudnia 1922 | Barracas Central Buenos Aires – Independiente 0:1 Seoane      |
| 31 grudnia 1922 | Estudiantil Porteño Buenos Aires – San Lorenzo de Almagro 1:1 |
| 31 grudnia 1922 | Gimnasia y Esgrima La Plata – River Plate 1:1 ? – Lucarelli   |

### Kolejka 39
| Data         | Mecz                                                                                       |
| ------------ | ------------------------------------------------------------------------------------------ |
| 4 marca 1923 | CA Platense – Sportivo Buenos Aires 1:1                                                    |
| 4 marca 1923 | Quilmes Athletic Buenos Aires – Racing Club de Avellaneda 0:3 Zabaleta, Martín Barceló (2) |
| 4 marca 1923 | Independiente – CA Banfield 2:0 Orsi, Ronzoni                                              |
| 4 marca 1923 | CA Tigre – San Lorenzo de Almagro 0:0                                                      |
| 4 marca 1923 | Ferro Carril Oeste – River Plate 0:2 Lucarelli, Alzúa                                      |
| 4 marca 1923 | CA Estudiantes – Estudiantil Porteño Buenos Aires 0:0                                      |
| 4 marca 1923 | Defensores de Belgrano Buenos Aires – Barracas Central Buenos Aires 0:0                    |
| 4 marca 1923 | Gimnasia y Esgrima La Plata – CA Vélez Sarsfield 1:0                                       |
| 4 marca 1923 | Palermo Buenos Aires – Atlanta Buenos Aires 0:0                                            |
| 4 marca 1923 | Sportivo Almagro Buenos Aires – Club Atlético Lanús 1:2 Rodríguez – Barricala, Raggi       |

### Kolejka 40
| Data          | Mecz                                                                                      |
| ------------- | ----------------------------------------------------------------------------------------- |
| 11 marca 1923 | Barracas Central Buenos Aires – CA Estudiantes 1:0                                        |
| 11 marca 1923 | Sportivo Almagro Buenos Aires – Independiente 0:3 Seoane (2), Sixto                       |
| 11 marca 1923 | Palermo Buenos Aires – Quilmes Athletic Buenos Aires 1:1                                  |
| 11 marca 1923 | Ferro Carril Oeste – Defensores de Belgrano Buenos Aires 0:1                              |
| 11 marca 1923 | San Lorenzo de Almagro – Sportivo Buenos Aires 2:1                                        |
| 11 marca 1923 | Racing Club de Avellaneda – Estudiantil Porteño Buenos Aires 0:2 de Sarrasqueta, Carreras |
| 11 marca 1923 | CA Platense – River Plate 0:0                                                             |
| 11 marca 1923 | CA Banfield – Gimnasia y Esgrima La Plata 0:3                                             |
| 11 marca 1923 | CA Tigre – Atlanta Buenos Aires 2:0                                                       |
| 11 marca 1923 | Club Atlético Lanús – San Isidro Buenos Aires 3:0 Danielli k, Raggi, Saruppo              |

### Kolejka 41
| Data          | Mecz |
| ------------- | --- |
| 18 marca 1923 | San Lorenzo de Almagro – Gimnasia y Esgrima La Plata 3:1                                                                           |
| 18 marca 1923 | Estudiantil Porteño Buenos Aires – CA Platense 1:0                                                                                 |
| 18 marca 1923 | Independiente – Quilmes Athletic Buenos Aires 6:0 Seoane (3), López, Orsi                                                          |
| 18 marca 1923 | CA Vélez Sarsfield – CA Tigre 1:1                                                                                                  |
| 18 marca 1923 | Sportivo Buenos Aires – Racing Club de Avellaneda 0:2 Martín Barceló, Massetti dokończenie meczu przerwanego 5 listopada 1922 roku |
| 18 marca 1923 | CA Banfield – Palermo Buenos Aires 3:1                                                                                             |
| 18 marca 1923 | River Plate – CA Estudiantes 2:0 Lucarelli, Uriarte                                                                                |
| 18 marca 1923 | Barracas Central Buenos Aires – San Isidro Buenos Aires 3:0                                                                        |
| 18 marca 1923 | Atlanta Buenos Aires – Ferro Carril Oeste 0:2                                                                                      |

### Kolejka 42
| Data          | Mecz |
| ------------- | --- |
| 25 marca 1923 | Ferro Carril Oeste – Sportivo Almagro Buenos Aires 1:0                                                         |
| 25 marca 1923 | San Lorenzo de Almagro – River Plate 1:1 Galíndez – Uriarte dokończenie meczu przerwanego 14 grudnia 1922 roku |
| 25 marca 1923 | San Isidro Buenos Aires – Estudiantil Porteño Buenos Aires 0:2                                                 |
| 25 marca 1923 | Palermo Buenos Aires – Club Atlético Lanús 1:1 Echeverría – Pisa                                               |
| 25 marca 1923 | Defensores de Belgrano Buenos Aires – Sportivo Buenos Aires 3:0                                                |
| 25 marca 1923 | Barracas Central Buenos Aires – Quilmes Athletic Buenos Aires 1:0                                              |
| 25 marca 1923 | CA Vélez Sarsfield – CA Estudiantes 1:1                                                                        |
| 25 marca 1923 | Racing Club de Avellaneda – Atlanta Buenos Aires 2:0 Martín Barceló (2)                                        |
| 25 marca 1923 | CA Platense – CA Banfield 2:1                                                                                  |

### Kolejka 43
| Data          | Mecz                                                              |
| ------------- | ----------------------------------------------------------------- |
| 29 marca 1923 | Independiente – Atlanta Buenos Aires 1:0 Seoane                   |
| 29 marca 1923 | Palermo Buenos Aires – Barracas Central Buenos Aires 1:0          |
| 29 marca 1923 | CA Vélez Sarsfield – Estudiantil Porteño Buenos Aires 1:0         |
| 29 marca 1923 | Sportivo Buenos Aires – River Plate 0:1 Uriarte k                 |
| 29 marca 1923 | Club Atlético Lanús – Ferro Carril Oeste 1:1                      |
| 29 marca 1923 | San Lorenzo de Almagro – Defensores de Belgrano Buenos Aires 2:1  |
| 29 marca 1923 | Sportivo Almagro Buenos Aires – Quilmes Athletic Buenos Aires 7:2 |
| 29 marca 1923 | CA Estudiantes – CA Tigre 0:3                                     |

### Kolejka 44
| Data            | Mecz                                                              |
| --------------- | ----------------------------------------------------------------- |
| 1 kwietnia 1923 | Club Atlético Lanús – CA Vélez Sarsfield 2:0 Danielli, Mac Lennan |
| 1 kwietnia 1923 | Independiente – CA Estudiantes 4:0 Seoane (4)                     |
| 1 kwietnia 1923 | San Isidro Buenos Aires – Quilmes Athletic Buenos Aires 4:0       |

### Kolejka 45
| Data            | Mecz                                                           |
| --------------- | -------------------------------------------------------------- |
| 8 kwietnia 1923 | Ferro Carril Oeste – Quilmes Athletic Buenos Aires 4:1         |
| 8 kwietnia 1923 | Sportivo Almagro Buenos Aires – Sportivo Buenos Aires 1:0      |
| 8 kwietnia 1923 | CA Banfield – CA Estudiantes 0:2                               |
| 8 kwietnia 1923 | San Lorenzo de Almagro – Estudiantil Porteño Buenos Aires 1:0  |
| 8 kwietnia 1923 | Atlanta Buenos Aires – Barracas Central Buenos Aires 1:0       |
| 8 kwietnia 1923 | San Isidro Buenos Aires – CA Tigre 1:0                         |
| 8 kwietnia 1923 | Defensores de Belgrano Buenos Aires – Palermo Buenos Aires 3:0 |
| 8 kwietnia 1923 | Club Atlético Lanús – River Plate 0:1 Alzúa                    |
| 8 kwietnia 1923 | CA Platense – Racing Club de Avellaneda 0:0                    |

### Kolejka 46
| Data             | Mecz                                                                       |
| ---------------- | -------------------------------------------------------------------------- |
| 15 kwietnia 1923 | Sportivo Almagro Buenos Aires – Barracas Central Buenos Aires 1:0          |
| 15 kwietnia 1923 | Atlanta Buenos Aires – CA Banfield 3:0                                     |
| 15 kwietnia 1923 | CA Vélez Sarsfield – River Plate 0:2 Uriarte, Liciardi                     |
| 15 kwietnia 1923 | Quilmes Athletic Buenos Aires – San Lorenzo de Almagro 0:4                 |
| 15 kwietnia 1923 | Racing Club de Avellaneda – Ferro Carril Oeste 1:0 Martín Barceló          |
| 15 kwietnia 1923 | CA Tigre – CA Platense 1:2                                                 |
| 15 kwietnia 1923 | Palermo Buenos Aires – Independiente 0:6 Seoane (5), Canaveri              |
| 15 kwietnia 1923 | Defensores de Belgrano Buenos Aires – Estudiantil Porteño Buenos Aires 2:4 |
| 15 kwietnia 1923 | Sportivo Buenos Aires – San Isidro Buenos Aires 4:2                        |
| 15 kwietnia 1923 | Gimnasia y Esgrima La Plata – CA Estudiantes 3:0                           |

### Kolejka 47
| Data             | Mecz                                                                                                  |
| ---------------- | --- |
| 22 kwietnia 1923 | Club Atlético Lanús – Sportivo Buenos Aires 0:1 Cerrotti                                              |
| 22 kwietnia 1923 | Estudiantil Porteño Buenos Aires – River Plate 0:2 Liciardi, Lucarelli                                |
| 22 kwietnia 1923 | CA Vélez Sarsfield – Atlanta Buenos Aires 0:1                                                         |
| 22 kwietnia 1923 | Palermo Buenos Aires – CA Tigre 1:0                                                                   |
| 22 kwietnia 1923 | CA Estudiantes – CA Platense 1:1                                                                      |
| 22 kwietnia 1923 | San Isidro Buenos Aires – Ferro Carril Oeste 1:1                                                      |
| 22 kwietnia 1923 | Barracas Central Buenos Aires – CA Banfield 3:3                                                       |
| 22 kwietnia 1923 | San Lorenzo de Almagro – Racing Club de Avellaneda 0:1 Ochoa k mecz przerwany – nie został dokończony |
| 22 kwietnia 1923 | Gimnasia y Esgrima La Plata – Independiente 1:0 Dagliotto                                             |
| 22 kwietnia 1923 | Sportivo Almagro Buenos Aires – Defensores de Belgrano Buenos Aires 1:0                               |

### Kolejka 48
| Data             | Mecz                                                                                     |
| ---------------- | ---------------------------------------------------------------------------------------- |
| 29 kwietnia 1923 | River Plate – CA Banfield 2:1 Echenique, González – ?                                    |
| 29 kwietnia 1923 | Atlanta Buenos Aires – San Lorenzo de Almagro 1:2                                        |
| 29 kwietnia 1923 | Independiente – Club Atlético Lanús 4:2 López, Seoane, Pérez, Tubio – Raggi, Mac Coubrey |
| 29 kwietnia 1923 | CA Estudiantes – San Isidro Buenos Aires 1:1                                             |
| 29 kwietnia 1923 | Defensores de Belgrano Buenos Aires – Racing Club de Avellaneda 1:0 Di Mari              |
| 29 kwietnia 1923 | CA Platense – CA Vélez Sarsfield 1:1                                                     |
| 29 kwietnia 1923 | Estudiantil Porteño Buenos Aires – Palermo Buenos Aires 2:1                              |
| 29 kwietnia 1923 | CA Tigre – Gimnasia y Esgrima La Plata 4:2                                               |
| 29 kwietnia 1923 | Ferro Carril Oeste – Sportivo Buenos Aires 0:0                                           |

### Kolejka 49
| Data        | Mecz                                                                                    |
| ----------- | --------------------------------------------------------------------------------------- |
| 6 maja 1923 | Quilmes Athletic Buenos Aires – CA Estudiantes 0:1                                      |
| 6 maja 1923 | Independiente – Barracas Central Buenos Aires 4:0 Ronzoni, Seoane (2), Canaveri         |
| 6 maja 1923 | San Lorenzo de Almagro – River Plate 1:0                                                |
| 6 maja 1923 | Sportivo Buenos Aires – CA Vélez Sarsfield 0:0                                          |
| 6 maja 1923 | San Isidro Buenos Aires – Sportivo Almagro Buenos Aires 1:1                             |
| 6 maja 1923 | Racing Club de Avellaneda – CA Tigre 2:0 Zabaleta, Gondar                               |
| 6 maja 1923 | Ferro Carril Oeste – Palermo Buenos Aires 2:1                                           |
| 6 maja 1923 | Atlanta Buenos Aires – Gimnasia y Esgrima La Plata 2:2                                  |
| 6 maja 1923 | CA Banfield – Estudiantil Porteño Buenos Aires 1:0                                      |
| 6 maja 1923 | Defensores de Belgrano Buenos Aires – Club Atlético Lanús 2:1 Bissio, Botta – Mac Leman |

### Kolejka 50
| Data         | Mecz                                                                               |
| ------------ | ---------------------------------------------------------------------------------- |
| 10 maja 1923 | Independiente – Ferro Carril Oeste 2:0 Orsi k, Ronzoni                             |
| 10 maja 1923 | CA Estudiantes – Club Atlético Lanús 2:3                                           |
| 10 maja 1923 | Estudiantil Porteño Buenos Aires – CA Tigre 4:0                                    |
| 10 maja 1923 | Quilmes Athletic Buenos Aires – Defensores de Belgrano Buenos Aires 0:3            |
| 10 maja 1923 | River Plate – Gimnasia y Esgrima La Plata 1:0 Alzúa                                |
| 10 maja 1923 | Atlanta Buenos Aires – CA Platense 2:1                                             |
| 10 maja 1923 | Racing Club de Avellaneda – Barracas Central Buenos Aires 2:0 Zabaleta, Ochoa      |
| 10 maja 1923 | Sportivo Almagro Buenos Aires – Palermo Buenos Aires walkower dla Sportivo Almagro |

### Kolejka 51
| Data         | Mecz                                                                                |
| ------------ | ----------------------------------------------------------------------------------- |
| 13 maja 1923 | Atlanta Buenos Aires – CA Estudiantes 4:0                                           |
| 13 maja 1923 | Defensores de Belgrano Buenos Aires – San Isidro Buenos Aires 0:0                   |
| 13 maja 1923 | San Lorenzo de Almagro – River Plate 1:1                                            |
| 13 maja 1923 | Club Atlético Lanús – Barracas Central Buenos Aires 1:1 Danielli – Bassani          |
| 13 maja 1923 | Racing Club de Avellaneda – CA Vélez Sarsfield 3:1 Ochoa (2), Zabaleta – Martínez k |
| 13 maja 1923 | Sportivo Buenos Aires – Independiente 0:1 Goicoechea                                |
| 13 maja 1923 | Gimnasia y Esgrima La Plata – CA Platense 2:0                                       |

### Kolejka 52
| Data         | Mecz |
| ------------ | --- |
| 20 maja 1923 | CA Banfield – San Lorenzo de Almagro 2:2                                                                               |
| 20 maja 1923 | Gimnasia y Esgrima La Plata – San Isidro Buenos Aires 0:0 mecz przerwano – punkty przyznano klubowi Gimnasia y Esgrima |
| 20 maja 1923 | Ferro Carril Oeste – CA Platense 0:0                                                                                   |
| 20 maja 1923 | CA Vélez Sarsfield – Atlanta Buenos Aires 0:0                                                                          |

### Kolejka 53
| Data         | Mecz                                                      |
| ------------ | --------------------------------------------------------- |
| 27 maja 1923 | Independiente – San Lorenzo de Almagro 2:0 Caldano, López |
| 27 maja 1923 | Defensores de Belgrano Buenos Aires – CA Platense 1:1     |

### Kolejka 54
| Data         | Mecz                                                               |
| ------------ | ------------------------------------------------------------------ |
| 31 maja 1923 | Estudiantil Porteño Buenos Aires – Gimnasia y Esgrima La Plata 1:0 |

### Kolejka 55
| Data           | Mecz                                                                        |
| -------------- | --------------------------------------------------------------------------- |
| 3 czerwca 1923 | Sportivo Almagro Buenos Aires – Racing Club de Avellaneda 1:1 Adet – Adet s |

### Kolejka 56
| Data          | Mecz                                                                 |
| ------------- | -------------------------------------------------------------------- |
| 15 lipca 1923 | Racing Club de Avellaneda – CA Banfield 3:0 Zabaleta, Ronzoni (2)    |
| 15 lipca 1923 | Barracas Central Buenos Aires – Estudiantil Porteño Buenos Aires 1:1 |
| 15 lipca 1923 | Club Atlético Lanús – Gimnasia y Esgrima La Plata 1:1                |
| 15 lipca 1923 | CA Platense – CA Tigre 2:0                                           |
| 15 lipca 1923 | Quilmes Athletic Buenos Aires – CA Banfield 2:0                      |
| 15 lipca 1923 | San Isidro Buenos Aires – Racing Club de Avellaneda 1:1              |
| 15 lipca 1923 | Sportivo Buenos Aires – CA Tigre 2:3                                 |
| 15 lipca 1923 | CA Vélez Sarsfield – Ferro Carril Oeste 0:2                          |
| 15 lipca 1923 | CA Banfield – Independiente 0:2                                      |
| 15 lipca 1923 | Barracas Central Buenos Aires – CA Platense 1:2                      |
| 15 lipca 1923 | Palermo Buenos Aires – CA Platense 0:3                               |
| 15 lipca 1923 | San Isidro Buenos Aires – Estudiantil Porteño Buenos Aires 3:0       |
| 15 lipca 1923 | Sportivo Almagro Buenos Aires – San Lorenzo de Almagro 1:1           |

### Mecze z nieznaną datą
| Mecz                                                                 |
| -------------------------------------------------------------------- |
| Barracas Central Buenos Aires – Estudiantil Porteño Buenos Aires 1:1 |

### Końcowa tabela sezonu 1922 ligi Asociación Amateurs de Football
| Poz | Klub                                | Mecze | Zw | Rem | Por | Pkt | BrZd | BrStr |
| --- | ----------------------------------- | ----- | -- | --- | --- | --- | ---- | ----- |
| 1   | Independiente                       | 40    | 30 | 5   | 5   | 65  | 97   | 27    |
| 2   | River Plate                         | 40    | 25 | 11  | 4   | 61  | 58   | 18    |
| 3   | San Lorenzo de Almagro              | 40    | 24 | 12  | 4   | 60  | 65   | 25    |
| 4   | Racing Club de Avellaneda           | 40    | 23 | 11  | 6   | 57  | 65   | 30    |
| 5   | Gimnasia y Esgrima La Plata         | 40    | 22 | 9   | 9   | 53  | 52   | 30    |
| 6   | CA Platense                         | 40    | 20 | 12  | 8   | 52  | 56   | 30    |
| 7   | CA Vélez Sarsfield                  | 40    | 16 | 10  | 14  | 42  | 47   | 43    |
| 8   | CA Banfield                         | 40    | 18 | 6   | 16  | 42  | 52   | 55    |
| 9   | CA Tigre                            | 40    | 15 | 11  | 14  | 41  | 50   | 45    |
| 10  | Atlanta Buenos Aires                | 40    | 14 | 11  | 15  | 39  | 42   | 40    |
| 11  | San Isidro Buenos Aires             | 40    | 12 | 11  | 17  | 35  | 46   | 51    |
| 12  | Ferro Carril Oeste                  | 40    | 15 | 5   | 20  | 35  | 43   | 53    |
| 13  | Estudiantil Porteño Buenos Aires    | 40    | 14 | 6   | 20  | 34  | 43   | 53    |
| 14  | Sportivo Almagro Buenos Aires       | 40    | 12 | 10  | 18  | 34  | 46   | 58    |
| 15  | Defensores de Belgrano Buenos Aires | 40    | 12 | 8   | 20  | 32  | 41   | 55    |
| 16  | Barracas Central Buenos Aires       | 40    | 10 | 11  | 19  | 31  | 35   | 53    |
| 17  | Sportivo Buenos Aires               | 40    | 10 | 10  | 20  | 30  | 42   | 64    |
| 18  | Club Atlético Lanús                 | 40    | 10 | 8   | 22  | 28  | 47   | 69    |
| 19  | CA Estudiantes                      | 40    | 10 | 7   | 23  | 27  | 35   | 61    |
| 20  | Palermo Buenos Aires                | 40    | 7  | 7   | 26  | 21  | 40   | 85    |
| 21  | Quilmes Athletic Buenos Aires       | 40    | 8  | 5   | 27  | 21  | 25   | 82    |